# Relations entre l'Algérie et la Mauritanie
Les relations entre l'Algérie et la Mauritanie correspondent aux interactions diplomatiques, culturelles et économiques entre la République algérienne démocratique et populaire et le République islamique de Mauritanie. 

## Présentation
Les relations entre deux pays voisins du Maghreb, l’Algérie et la Mauritanie. Les relations entre ces deux pays sont souvent qualifiées d’amicales, bien qu’il y ait eu plusieurs confrontations politiques entre les deux pays dans le passé comme la guerre du Sahara occidental. Pendant la guerre, la Mauritanie et le Maroc ont envahi ensemble la région du Sahara occidental, tandis que l’Algérie s’y est opposée et a soutenu le Front Polisario. Néanmoins, plus faible et plus pauvre que l’Algérie dans tous les domaines, la Mauritanie a cédé ses revendications et rétabli le lien avec l’Algérie.

### Représentations officielles
L’Algérie a une ambassade à Nouakchott tandis que la Mauritanie a une ambassade à Alger.

### Guerre du Sahara occidental
Le Front Polisario, soutenu par l’Algérie, a mené une guerre contre la Mauritanie et le Maroc. L’armée mauritanienne, plus faible en matériaux et en armes, a été contrainte de renoncer à ses revendications, l’Algérie et la Mauritanie ont rétabli les liens et sont devenues des partenaires stratégiques.

### Relations commerciales
Les deux pays ont voulu travailler et collaborer, tout en essayant de ne pas irriter le Maroc, rival féroce de l’Algérie mais important investisseur économique de la Mauritanie. L’Algérie étend ses investissements en Mauritanie pour contrer l’influence marocaine. Le Maroc a exprimé ses inquiétudes quant au lien entre les deux nations.
En plus de la ligne aérienne reliant les deux capitales algérienne et mauritanienne, le 24 février 2022, a vu l'inauguration d'une ligne maritime commerciale reliant la capitale algérienne Alger à la capitale mauritanienne Nouakchott, afin de faciliter et de renforcer les échanges commerciaux entre les deux pays, et permettre aux exportateurs algériens d’accéder aux marchés Mauritanien et de l’Afrique de l’Ouest,.
Le 20 septembre 2023, le ministre algérien des Finances, Laaziz Fayed, et son homologue le ministre mauritanien des Finances, Isselmou Ould Mohamed M'Bady, ont supervisé l'inauguration de la première banque algérienne dans la capitale mauritanienne Nouakchott. Elle est baptisée Algerian Union Bank (AUB), fruit d'un partenariat entre quatre banques publiques algériennes: le Crédit populaire d'Algérie (CPA, avec 40% du capital), la Banque extérieure d'Algérie (BEA, 20%), la Banque nationale d'Algérie (BNA, 20%) et la Banque de l'agriculture et du développement rural (BADR, 20%) avec un capital total de 50 millions de dollars. Cette banque s'inscrit dans la stratégie du gouvernement algérien visant le renforcement de la présence de ses institutions financières à l'étranger notamment en Afrique, et l'accompagnement des investisseurs dans les deux pays. 
Le 14 février 2024, la banque a inaugurée sa nouvelle succursale commerciale à Nouadhibou. Elle s'apprête au courant de cette année à ouvrir une autre nouvelle agence à Zouerate,.

### Infrastructures
L'Algérie et la Mauritanie sont convenues d’un protocole exécutif de la lettre d’entente signée à Nouakchott le 14 septembre 2022, relative à la réalisation de la route reliant les villes algérienne de Tindouf et mauritanienne de Zouerate, en application des dispositions du mémorandum d'entente 
signé à Alger, le 28 décembre 2021. L’Algérie s'est dite toute disposée pour la réalisation de ce projet, qu’il s’agisse des études ou encore les sociétés qui auront la charge d’exécuter les travaux. Cette route aura un impact sur les échanges économiques, le désenclavement des régions, la réduction des coûts de transports, l'amélioration des conditions de vie des populations, et la facilitation des échanges commerciaux entre les pays concernés avec le reste de l'Afrique. 
Les deux postes frontaliers terrestres algéro-mauritaniens, est l'autre projet qui est en cours de réalisation. Ce dernier s’inscrit dans la stratégie qui vise à faciliter les échanges et à stimuler le commerce transfrontalier, favorisant ainsi le développement économique des régions avoisinantes. L’Algérie a pris en charge les travaux de réalisation de ces deux postes frontaliers dans le cadre de la relation de coopération et de bon voisinage unissant les deux pays,.
Le 22 février 2024, le président algérien Abdelmadjid Tebboune a coprésidé à Tindouf, avec le président mauritanien, Mohamed Ould Ghazouani, l’inauguration de deux postes frontaliers fixes entre les deux pays. Ils ont également donné le coup d’envoi de la réalisation du projet de la route Tindouf-Zouerate de 840 km et les infrastructures liées telles que les stations-services implantées tout au long du tracé de la route.

### Zone de libre-échange
Dans le but de renforcer les liens économiques en Afrique, l’Algérie et la Mauritanie envisagent de créer une zone de libre-échange. Cette initiative vise à consolider les relations économiques et commerciales entre les deux pays en supprimant les barrières douanières tarifaires et non tarifaires pour simplifier le commerce de biens et services. Pour l'Algérie, cette zone de libre-échange pourrait, à terme, booster ses exportations, notamment en ce qui concerne les produits agricoles, industriels ainsi que les services. Pour la Mauritanie, la hausse des importations pourrait offrir aux consommateurs, plus de choix dans les biens et services,.
Le 22 février 2024, le président algérien Abdelmadjid Tebboune a procédé à Tindouf, avec le président mauritanien, Mohamed Ould Ghazouani,  à la pose de la première pierre du projet de réalisation de la zone de libre-échange entre les deux pays, située à proximité du poste-frontière algérien. Cette zone est appelée à constituer une passerelle en matière d’échanges commerciaux et industriels entre l’Algérie et les pays d’Afrique de l’Ouest.